# 심승보
심승보(沈昇輔, 1961년 5월 25일 ~ 현재)는 대한민국의 영화 감독 겸 영화 각본가이다.

## 개요
서울예전 영화과를 졸업하고, 《장사의 꿈》에서 기록을 맡으며 영화계에 입문했다. 1986년에서 1998년 서울예술전문학교 조교로 재직하기도 하였으며, 이후 각색과 조감독을 맡았으며, 《하얀 전쟁》으로 제31회 대종상 영화제에서 대각상을 받았다. 그 후 감독으로 데뷔하여 흥행작 《상사부일체》로 대중에게 알려졌다.
2011년부터 인터넷카페 '민족통일을 바라는 사람들(민바사)'을 운영, 북한 체제와 김일성·김정일을 찬양하는 표현물 50여건을 올리고 이적표현물 40여건을 소지한 혐의로 2013년 5월 1일 불구속기소되었다. 2014년 1월 24일 검찰은 징역 2년을 구형하였다.

## 출연작

### 감독
- 2007년 《상사부일체》
- 1998년 《남자이야기》

### 조감독
- 1992년 《하얀 전쟁》
- 1991년 《산산이 부서진 이름이여》
- 1990년 《남부군》
- 1986년 《깜보》
- 1985년 《장사의 꿈》
- 1985년 《방황하는 별들》

### 출연
- 1994년 《헐리우드 키드의 생애》- 촬영감독 1 역